# John Lyons (lingvista)
John Lyons (23. května 1932 – 12. března 2020) byl anglický lingvista. Zabýval se především sémantikou. V letech 1964–1976 byl profesorem lingvistiky na univerzitě v Edinburghu a v letech 1976–1984 na univerzitě v Sussexu. V letech 1984–2000 byl profesorem ("master") na koleji Trinity Hall na univerzitě v Cambridge. Zabýval se problematikou strojového překladu. Pro výuku základních struktur jazyka vytvořil vlastní umělý jazyk, který nazval bongo-bongo. Byl velmi ovlivněn koncepcemi Noama Chomského. Napsal několik základních učebnic svého oboru.